# 斯氏索羅蒙鯰
斯氏索羅蒙鯰，為輻鰭魚綱鯰形目甲鯰科的其中一種，為熱帶淡水魚，分布於南美洲委內瑞拉亞馬遜Soromoni河流域，體長可達3公分，棲息在底層水域，生活習性不明。